# کنیسه ملانسیان
کنیسه ملانسیان که هنوز تعدادی از پانصد یهودی اصفهان دران آیین‌های دینی برگزار می‌کنند، دارای معماری اصیل ایرانی است. این کنیسه در سال ۱۲۹۴ خورشیدی توسط ملانسیان و بانو بنیانگذاری شده‌است. این کنیسه تنها کنیسه محله جویبار است که دارای ارائه بندی است؛ ولی به‌طور کلی یهودیان بران هستند که ارائه بندی در کنیسه‌ها بسیار کم باشد تا مانع توجه افراد به معبود باشد این کنیسه در سال ۱۳۸۶ در فهرست آثار ملی ایران به ثبت رسیده‌است.